# Irondi Pugliesi
Irondi Mantovani Pugliesi (Apucarana, 3 de agosto de 1947 - Arapongas, 12 de abril de 2021) foi uma política brasileira. Foi deputada estadual, vereadora e primeira-dama do município de Arapongas.

## Biografia
Residiu em Arapongas, no norte do Paraná, sendo uma das fundadoras do Movimento Democrático Brasileiro (MDB), no estado. Assumiu o cargo de vereadora entre 1973 a 1977. Nas Eleições em 1982, elegeu-se deputada estadual pelo PMDB. Foi a segunda mulher candidata a deputada mais votada neste pleito e juntamente com Amélia Hruschka foram as únicas mulheres nesta legislatura. Amélia Hruschka e Irondi Mantovani Pugliesi foram as primeiras mulheres a serem eleitas deputadas pelo Movimento Democrático Brasileiro (PMDB) no estado do Paraná.
Em 1985, representou o estado do Paraná na conferência para avaliação da década da mulher, ocorrida na cidade de Nairóbi, capital do Quênia. O evento foi promovido pela Organização das Nações Unidas (ONU). No ano de 1987, participou do Congresso Nacional de Mulheres, em Moscou, e no 4º Encontro Feminista Latino Americano e do Caribe, que ocorreu no México.
Com a elaboração da nova Constituição do Estado do Paraná na década de 1980 (promulgada em 5 de outubro de 1989), tornou-se a primeira mulher a participar da Assembleia Estadual Constituinte.
Em 1991, ajudou a fundar o Partido Social Trabalhista (PST) na cidade de Arapongas e tornou-se a primeira presidente do diretoria municipal. Nas Eleições municipais no Brasil em 1992, elegeu-se vereadora.
Nas Eleições gerais no Brasil em 1994, elegeu-se deputada estadual e assumiu o cargo em sua terceira legislatura. Nas Eleições gerais no Brasil em 2018, foi convidada para ser a segunda suplente do cargo de senador na chapa de Roberto Requião.
Irondi também foi fundadora e a primeira presidente do Conselho Estadual da Condição Feminina.

## Vida pessoal
Foi casada com o dentista e político, Waldyr Pugliesi.

## Morte
Morreu no dia 12 de abril de 2021, no município de Arapongas, vítima da COVID-19. Ela estava internada no desde 19 de março no Hospital do Norte do Paraná (Honpar). O pai e a irmã de Irondi, também foram tiveram mortes no ano de 2021 devido à COVID-19.